# Gilberto Amado
Gilberto Amado (Estância, 1887 – Rio de Janeiro, 1969) è stato un politico brasiliano.

## Biografia
È stato un'importante figura politica e diplomatica, deputato, ma anche scrittore e discreto poeta.

## Opere
- História de Minha Infância (1955);
- Mocidade no Rio e Primeira Viagem à Europa (1956);
- Presença na Política (1958);
- Depois da Política (1960).
- A Chave de Salomão (1914);
- Grão de Areia (1919);
- Aparência e Realidades (1920);
- As Instituições Políticas e o Meio Social do Brasil (1924);
- Espírito do Nosso Tempo (1932);
- A Dança Sobre o Abismo (1932);
- Eleição e representação (1932).